# Arachnospila mongolopinata
Arachnospila mongolopinata (лат.) — вид дорожных ос рода Arachnospila (Pompilidae).

## Описание
Среднего размера красно-чёрная дорожная оса. Длина 7—11 мм. Самцы отличаются от других видов подрода прямым затылком, расширенным кзади пронотумом, соотношением длины щеки к длине глаза (0,5) и строением гениталий: наличием базолатеральных лопастей гипопигия и большого субапикального пучка отстоящих щетинок.

## Распространение и экология
Этот вид встречается в Монголии и России (Сибирь и Дальний Восток). Обитает на берегах рек и открытых местах в лесах, лёт отмечается в июне и июле.